# 第2偵察隊
第2偵察隊（だいにていさつたい、JGSDF 2nd Reconnaissance Unit）は、陸上自衛隊名寄駐屯地（北海道名寄市）に駐屯する第2師団隷下の機甲科（偵察）部隊である。

## 概要
隊長は2等陸佐が充てられ、第2師団の情報収集専任部隊として第2師団の行動に必要な情報を、偵察警戒車、軽装甲機動車や偵察用オートバイなどの車両や各種偵察用器材を使用して情報収集する任務にあたる。

## 沿革
第2管区偵察中隊
- 1951年（昭和26年）
  - 2月11日：真駒内駐屯地において警察予備隊第2管区偵察中隊仮編成。
  - 3月28日：仮編成の第2管区偵察中隊が真駒内駐屯地から美幌駐屯地へ移駐。
- 1951年（昭和26年）5月1日：第2管区隊偵察中隊を美幌駐屯地に新編。第2管区隊に隷属。
- 1952年（昭和27年）1月25日：第2管区偵察中隊が美幌駐屯地から遠軽駐屯地へ移駐。
- 1953年（昭和28年）1月15日：第2管区偵察中隊が遠軽駐屯地から旭川駐屯地へ移駐。
- 1954年（昭和29年）5月12日：第2管区偵察中隊が旭川駐屯地から名寄駐屯地へ移駐。
- 1955年（昭和30年）4月11日：第2偵察中隊が第3普通科連隊に配属[1]。
- 1956年（昭和31年）4月1日：第2偵察中隊が第3普通科連隊の配属を解かれる。

第2偵察隊
- 1962年（昭和37年）1月18日：第2偵察中隊（名寄駐屯地）が第2偵察隊に改称。第2師団に隷属。
- 1974年（昭和49年）3月26日：レーダー班を新編。
- 1988年（昭和63年）3月25日：本部付隊、電子偵察小隊を新編。
- 1993年（平成05年）3月30日：C班を新編、小隊本部を改編。
- 2008年（平成20年）3月26日：後方支援体制変換に伴い、整備部門を第2後方支援連隊第2整備大隊偵察直接支援小隊へ移管。
- 2012年（平成24年）4月：第4偵察小隊を新編。

## 部隊編成
- 第2偵察隊本部
- 第2偵察隊本部付隊：82式指揮通信車
- 電子偵察小隊：地上レーダ装置1号(改) JTPS-P23
- 第1偵察小隊：87式偵察警戒車、軽装甲機動車、偵察用オートバイ
- 第2偵察小隊：87式偵察警戒車、軽装甲機動車、偵察用オートバイ
- 第3偵察小隊：87式偵察警戒車、軽装甲機動車、偵察用オートバイ
- 第4偵察小隊：87式偵察警戒車、軽装甲機動車、偵察用オートバイ

装備車両の部隊表示は、全て「2偵」

## 整備支援部隊
- 第2後方支援連隊第2整備大隊偵察直接支援小隊「2後支-2整-偵」（名寄駐屯地）：2008年（平成20年）3月26日から

## 主要装備
- 87式偵察警戒車
- 軽装甲機動車
- 地上レーダ装置1号(改) JTPS-P23
- 偵察用オートバイ
- 1/2tトラック / 73式小型トラック
- 1 1/2tトラック / 73式中型トラック
- 3 1/2tトラック / 73式大型トラック
- 軽雪上車
- 89式5.56mm小銃

## 災害派遣
- 2011年（平成23年）3月 - 6月：東日本大震災に対する災害派遣活動[2]
  - 3月中旬～：岩手県宮古市重茂半島を中心に岩手県北部沿岸地域で捜索活動を実施[3]
  - 4月下旬～：岩手県岩泉町で捜索活動および生活支援を実施[4]
  - 5月中旬～6月3日：女川地区生活支援隊として宮城県女川町で生活支援を実施[5]
  - 6月4日～：石巻・東松島地区生活支援隊として宮城県石巻市、東松島市で生活支援を実施[6]